# ビアフラ物語
『ビアフラ物語』（ビアフラものがたり、The Biafra Story）は、イギリスの作家フレデリック・フォーサイスが記者時代に書いたノンフィクション・ルポルタージュである。副題は「飢えと血と死の淵から」。1969年出版。
1967年7月6日、アフリカ・ナイジェリアで、民族対立および石油利権を巡る争いが基で内戦が勃発（ビアフラ戦争）。当時BBC特派員であったフォーサイスは、10日には現地入りし、戦闘のさなか「道端に駐車した小型のバンの中で書き綴った」という。
独立を宣言した東部州（「ビアフラ共和国」）は、政府軍により包囲され、食料の供給を完全に絶たれてしまう。そのため、飢餓が発生し、軍民問わず大量の死者を出すこととなった。また、当時の民族差別意識は、政府軍による残虐行為を招き、史上類を見ない壮絶な戦争となった。
フォーサイスはビアフラ側に同情的であり、祖国を失った彼らのために新しい国を提供しようと、後に処女作『ジャッカルの日』で得た印税を使って傭兵を雇い、赤道ギニアでクーデターを起こそうとしたといわれている（フレデリック・フォーサイスの頁を参照）。結局このクーデター計画は頓挫したが、フォーサイスはこの経験を基に『戦争の犬たち』を執筆した。

## 関連事項
- オルシェグン・オバサンジョ
- 戦争の犬たち